# Sam Ealy Johnson

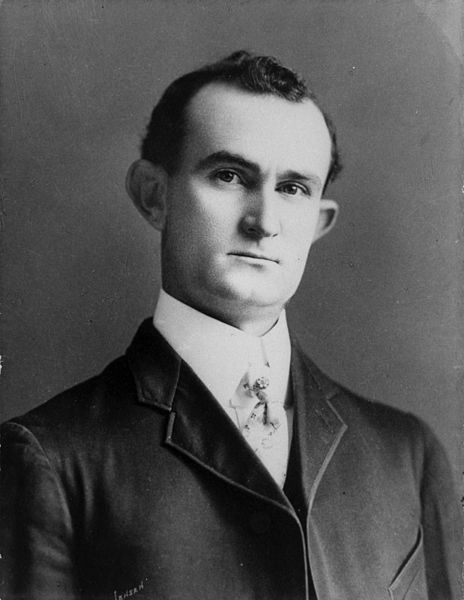
Sam Ealy Johnson (1907)

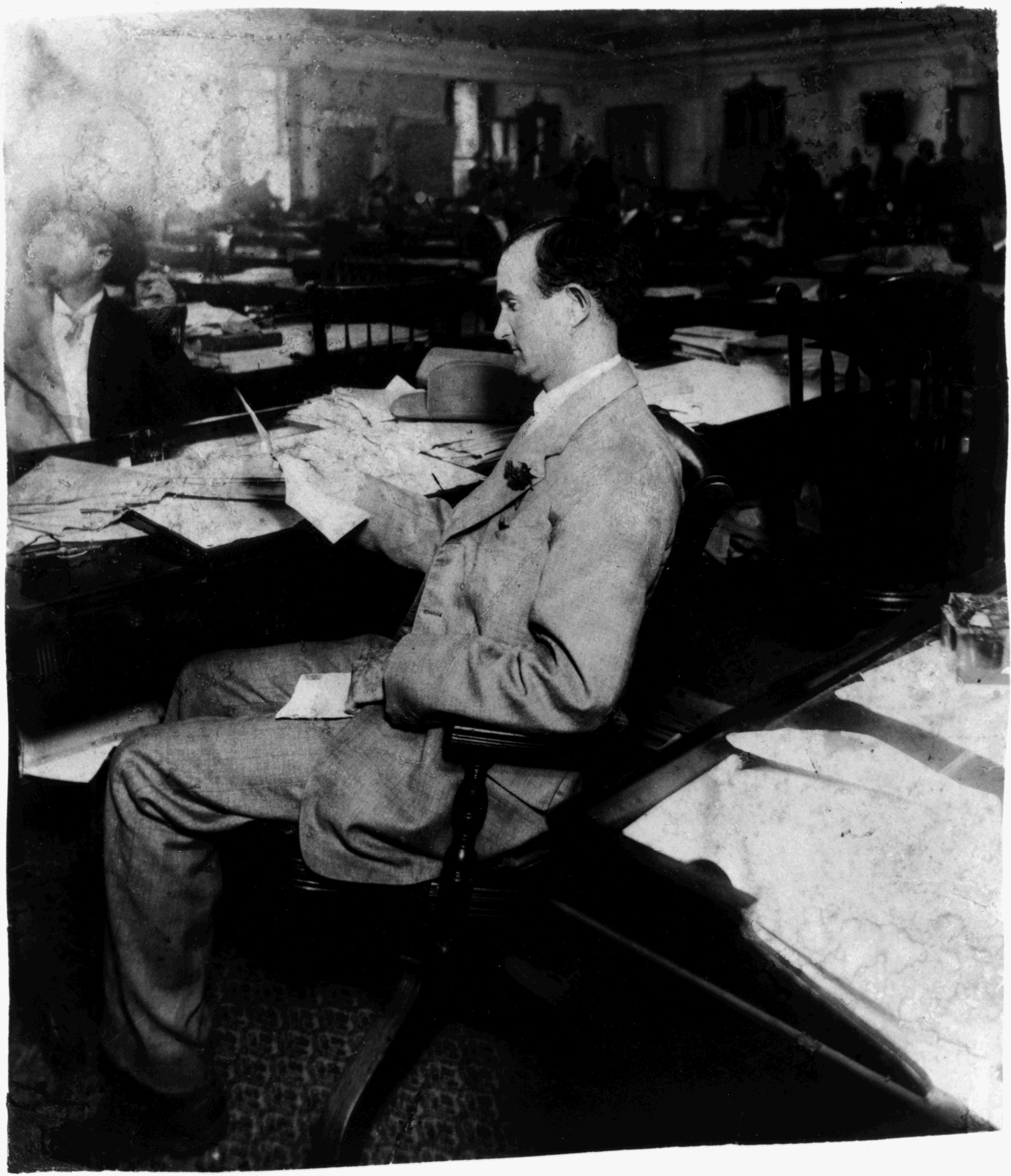
Sam Ealy Johnson als Abgeordneter im texanischen Repräsentantenhaus, ca. 1905

Samuel Ealy Johnson, Jr. (* 11. Oktober 1877 in Buda, Texas; † 23. Oktober 1937 in Stonewall, Texas) war ein US-amerikanischer Farmer, als Politiker der Demokratischen Partei Abgeordneter im texanischen Repräsentantenhaus und der Vater des späteren US-Präsidenten Lyndon B. Johnson.

## Leben
Sam Ealy Johnson war das fünfte Kind seines gleichnamigen Vaters Sam Ealy Johnson, Sr. und wurde 1877 in Texas geboren. Er wuchs in einfachen Verhältnissen auf, wobei er jedoch bereits im jungen Alter als intelligent galt. Ursprünglich wollte Johnson Jurist werden, aus finanziellen Gründen war jedoch zunächst gezwungen auf der Farm seiner Familie zu arbeiten. Dennoch wurde er durch sein als loyal und freundlich empfundenes Auftreten bald in seiner Heimatregion am Pedernales River bekannt, sodass er sich entschloss 1904 für einen Abgeordnetensitz im texanischen Repräsentantenhaus zu kandidieren. Als Kandidat der Demokratischen Partei gelang es ihm diese Wahl zu gewinnen, woraufhin er ab Januar 1905 dem 89. Distrikt in dem Bundesstaatsparlament vertrat. Da es sich jedoch um ein Feierabendparlament handelte, ging Johnson nach wie vor seiner Tätigkeit als Farmer nach. Im Parlament wurde er 1906 für eine zweite Amtszeit bestätigt, nachdem er ein Gesetz zur Liberalisierung im Umgang mit Kälbern bei sportlichen Eventen eingebracht hatte. Sein Abgeordnetenmandat übte er nach gewonnener Wiederwahl noch bis Anfang 1909 aus. Acht Jahre später, im Jahr 1917, wurde er im Rahmen einer Sonderwahl nochmals in das Repräsentantenhaus von Texas für den 89. Distrikt gewählt, nachdem dieser Sitz überraschend frei wurde. Seine erneute Wahl erfolgte ohne Gegenkandidaten, sodass er dieses Mandat nach gewonnenen Wiederwahlen 1918 und 1920 nochmals bis Januar 1923 ausübte.
Am 20. August 1907 heiratete Johnson Rebekah Baines (1881–1958), die Tochter eines Baptistenpredigers. Ein Jahr später, am 27. August 1908, wurde der erste Sohn Lyndon B. Johnson (1908–1973) geboren, der von 1963 bis 1969 Präsident der Vereinigten Staaten werden sollte. Neben Lyndon B. Johnson gingen noch vier weitere Kinder aus der Ehe hervor: Rebekah Johnson Bobbitt (1910–1978), Josefa Johnson White Moss (1912–1961), Sam Houston Johnson (1914–1978) und Lucia Johnson Alexander (1916–1997).
Sam Ealy Johnson starb am 23. Oktober 1937 im Alter von 60 Jahren an einem Herzinfarkt. Diese Tatsache wurde während der Präsidentschaft seines Sohnes lange Zeit geheim gehalten. Sein Sohn Lyndon starb 1973 im Alter von 64 Jahren ebenfalls an einem Herzinfarkt, wie auch sein zweiter Sohn Sam Houston Johnson. Wenige Monate vor seinem Tode wurde Lyndon B. Johnson ins US-Repräsentantenhaus gewählt, die politische Karriere seines Sohnes zum Senator, Fraktionsführer im Senat, Vizepräsidenten und Präsidenten sollte Johnson hingegen nicht erleben. Seine letzte Ruhe findet er auf dem Familienfriedhof der Johnsons unweit der Lyndon Baines Johnson Ranch.